# Martin Hellberg
Martin Hellberg (31 de enero de 1905 - 31 de octubre de 1999) fue un director, actor y autor de nacionalidad alemana.

## Biografía
Su verdadero nombre era Martin Heinrich, y nació en Dresde, Alemania. Hellberg estuvo casado desde 1926 a 1935 con Berta Gurewitsch, emigrando ambos a Palestina junto a su hijo, Yigal Tumarkin.
Desde 1950 a 1951 Hellberg trabajó como director general del Staatstheater de Dresde, y de 1962 a 1963 ocupó el mismo cargo en el Mecklenburgisches Staatstheater de Schwerin.
Entre 1951 y 1964 Hellberg dirigió 16 películas para los estudios Deutsche Film AG. Su primer trabajo, Das verurteilte Dorf, con guion de Kurt y Jeanne Stern, consiguió el reconocimiento internacional, recibiendo Hellberg y los Stern el Premio Internacional de la Paz, que fue entregado por Jorge Amado. Hellberg dirigió otras películas con compromiso político, y convertidas en testigos de su época, siendo algunas de ellas adaptaciones de clásicos.
En el film Lotte in Weimar, dirigido por Egon Günther a partir de la novela de Thomas Mann, Martin Hellberg actuó junto a Lilli Palmer. En la película ganadora de un Oscar Mefisto, dirigida por István Szabó (1981), interpretó a Reinhardt acompañando a Klaus Maria Brandauer. En la película, las hijas de Martin Hellberg, Kerstin y Margrid, canta a dúo un tema de Felix Mendelssohn.
Martin Hellberg vivió y trabajó en Bad Berka, cerca de Weimar, falleciendo en dicha población en 1999. En Bad Berka se hicieron los preparativos del Archivo-Martin-Hellberg. Había sido miembro honorario del Staatstheater de Dresde.

## Filmografía

### Director
- 1952: Das verurteilte Dorf
- 1952: Geheimakten Solvay
- 1953: Das kleine und das große Glück
- 1955: Der Ochse von Kulm
- 1956: Der Richter von Zalamea
- 1956: Die Millionen der Yvette
- 1956: Thomas Müntzer – Ein Film deutscher Geschichte
- 1957: Wo Du hin gehst…
- 1958: Emilia Galotti
- 1958: Kapitäne bleiben an Bord
- 1959: Kabale und Liebe
- 1959: Senta auf Abwegen
- 1962: Die schwarze Galeere
- 1962: Minna von Barnhelm oder Das Soldatenglück
- 1964: Viel Lärm um nichts

### Actor
- 1935: Die blonde Carmen
- 1952: Roman einer jungen Ehe
- 1959: Kabale und Liebe
- 1968: Wir lassen uns scheiden
- 1967: Turlis Abenteuer
- 1968: Treffpunkt Genf (TV)
- 1971: Dornröschen
- 1975: Lotte in Weimar
- 1977: Ein irrer Duft von frischem Heu
- 1978: Marx und Engels - Stationen ihres Lebens
- 1981: Mefisto
- 1981: Aus der Franzosenzeit (TV)
- 1985: Johann Sebastian Bach
- 1985: Irrläufer

## Literatura
- Peter Biele: Traute Richter an Martin Hellberg. In: Ja, jetzt ist's nun passiert. Traute Richter, die Dresdner Schauspielerin in ihren Briefen. Band 1, Dingsda-Verlag, Querfurt 1996, ISBN 3-928498-48-7.
- Martin Hellberg en  bundesstiftung-aufarbeitung.de
- Hannes Heer; Jürgen Kesting; Peter Schmidt: Verstummte Stimmen  : die Vertreibung der "Juden" und "politisch Untragbaren" aus den Dresdner Theatern 1933 bis 1945 ; eine Ausstellung. Semperoper Dresden und Staatsschauspiel Dresden 15. Mai bis 13. Juli 2011. Berlín : Metropol , 2011 ISBN 978-3-86331-032-5, Kurzbiografie S. 137
- Kay Weniger: Zwischen Bühne und Baracke. Lexikon der verfolgten Theater-, Film- und Musikkünstler 1933 bis 1945. Metropol, Berlín 2008, ISBN 978-3-938690-10-9, S. 165f